# DAF 45/55

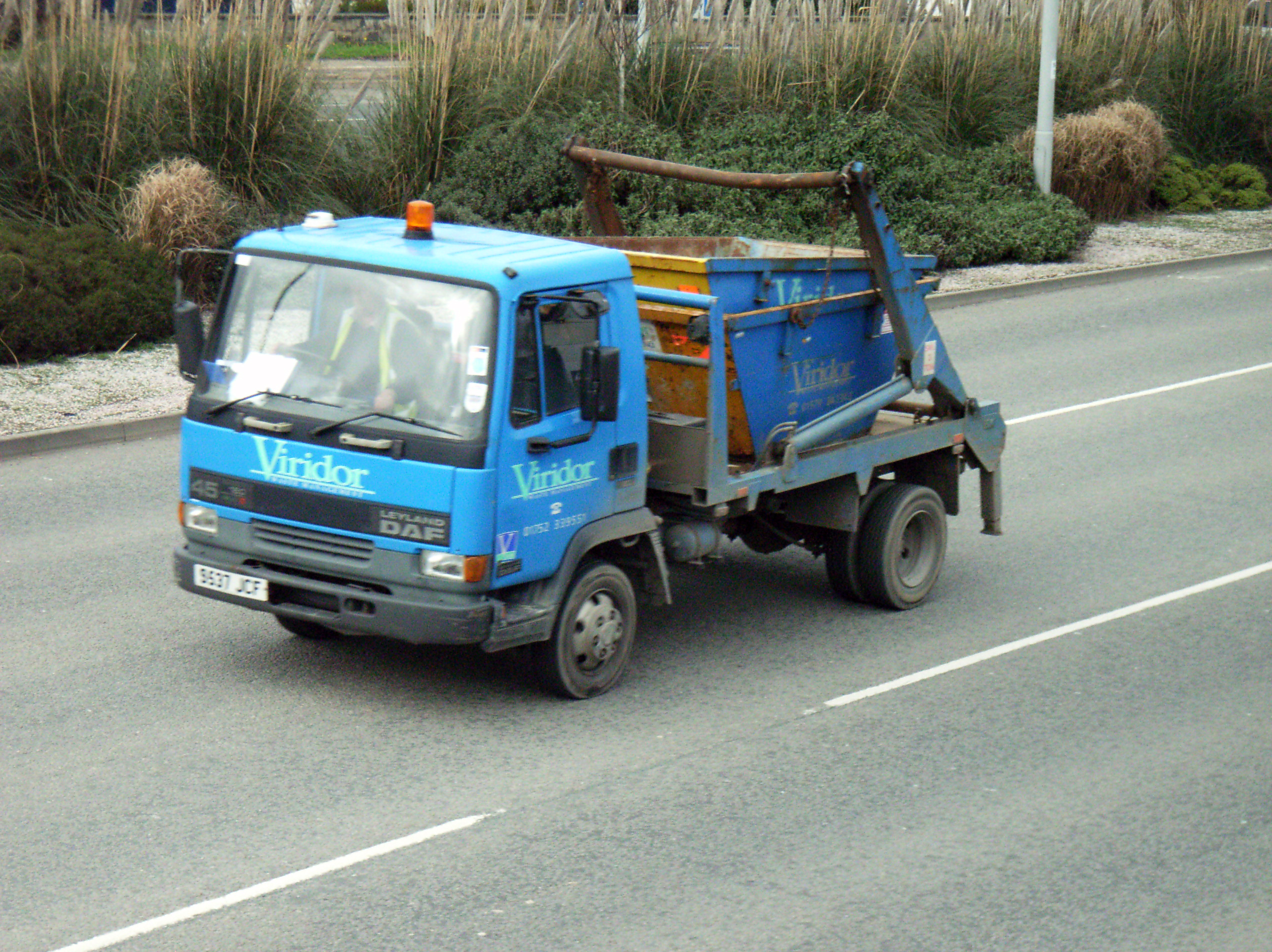
Leyland-DAF 45

De DAF 45/55-serie, aanvankelijk DAF 600/800/1000-serie is een serie vrachtwagens gemaakt door de Eindhovense constructeur DAF, gebaseerd op de Leyland Roadrunner.
Na de overname van Leyland in 1987 door DAF beschikte DAF over de Roadrunner, een moderne serie lichte vrachtwagens die pas in de jaren 80 was geïntroduceerd door Leyland zelf. Aanvankelijk werd de 45/55 serie als 600/800/1000 op de markt gebracht. Het volgde de DAF 500/700/900/1100/1300-serie met "Club van 4"-cabine op. 
DAF, dat zelf pas de banden met International Harvester had verbroken, was bezig zijn complete gamma te moderniseren en introduceerde een jaar na de overname van Leyland de DAF 95. Als gevolg daarvan werd de DAF 600/800/1000 serie als DAF 45 op de markt gebracht. De 55 kwam pas jaren later, in 1993, met de introductie van de DAF 65 als lichte distributietruck. De serie werd pas in 2001 afgelost door de nieuw ontwikkelde DAF LF-serie.